# Festungsmuseum Toruń
Das Festungsmuseum Toruń, polnisch Muzeum Twierdzy Toruń, ist ein militärgeschichtliches Museum in der polnischen Stadt Toruń, das sich mit der Geschichte der Festung Thorn befasst. Es befindet sich in einer Kasematte der Festungsanlage aus dem 19. Jahrhundert, die zur Verteidigung der Ostgrenze Preußens errichtet wurde.

## Geschichte der Festung
Nach dem Deutsch-Französischen Krieg in den Jahren 1870 und 1871 entstand das Bedürfnis, die Ostgrenze des neu gegründeten Deutschen Kaiserreichs gegen das Russische Kaiserreich zu sichern. Zu diesem Zweck wurde Thorn, das bereits nach dem Wiener Kongress zu einer Grenzfestung ausgebaut worden war, mit einer Gürtelfestung versehen. Die Planung begann 1872, danach wurden während beinahe vierzig Jahren rund 200 militärische Objekte erstellt, von denen die meisten noch bestehen, weshalb die Festung Toruń zu den am besten erhaltenen Verteidigungsanlagen Europas gehört. 
Das Museum ist in der Kasematte beim ehemaligen Kulmer-Tor untergebracht, die für ungefähr 160 Soldaten ausgelegt war und auch eine Werkstatt beherbergte, welche die Munition für die Festungsgeschütze herstellen konnte. Die Kasematte hat eine 113 m lange Umfassungsmauer und drei Flügel mit 16 Kammern, die in 6 Räume unterteilt waren. Das Gewölbe der Kasematte war durch eine mehr als einen Meter dicke Betonschicht gegen Artilleriebeschuss mit Sprenggranaten geschützt.

## Geschichte des Museums
Die Kasematte wurde, nachdem sie von den Streitkräften nicht mehr genutzt wurde, von der Stadtverwaltung an Privatleute als Lagerraum vermietet. 2007 wollte die Stadt das Gebäude umnutzen. Es sollten Probe- und Lagerräume für Musik- und Theatergruppen entstehen, das Projekt kam aber nicht richtig in die Gänge, obwohl es 2013 nochmals belebt wurde. 2017 wurde die Kasematte vom Bezirksmuseum Toruń als siebtes Haus übernommen. Die Organisation betreibt in der Stadt bereits mehrere Häuser. Dazu gehören das Museum im Altstadtrathaus, das Haus unter dem Stern, das Historische Museum im Esken-Haus, das Tony-Halik-Museum, das Museum im Geburtshaus von Nikolaus Kopernikus sowie das Lebkuchenmuseum. Für den Umbau der Kasematte zum Festungsmuseum wurden Kosten von 22 Mio. Złoty veranschlagt, wovon 14,3 Mio. Złoty aus EU-Geldern stammten. Die Umgestaltung des Gebäudes war Ende 2019 abgeschlossen, sodass die Ausstellung eingerichtet werden konnte. Die Eröffnung des Museum war für November 2020 vorgesehen, konnte aber aufgrund der COVID-19-Pandemie nicht stattfinden, sodass die Ausstellung erst im Februar 2021 für das Publikum geöffnet werden konnte. Eine Einweihungsfeier fand im Juni 2021 statt.

## Ausstellung
Die Ausstellung befasst sich nicht nur mit der Militärarchitektur der Festung und dem Leben in der Festung, sondern befasst sich auch mit der Geschichte eines der ältesten Truppenübungsplätze Europas und dem Kriegsgefangenenlager, das von 1939 bis 1945 bestand. Der letzte Teil der Ausstellung befasst sich mit der Garnison Toruń in der Zeit von 1920 bis 1939, wo in der Stadt mehr als 90 militärische Institutionen untergebracht waren. Toruń war das größte Zentrum für die Ausbildung von Land-, See- und Luftstreitkräften der polnischen Armee.
Die Dauerausstellung umfasst die folgenden Themen:
- Räumliche Entwicklung der Festung
- Toruń als Stadt an der Grenze zum Russischen Kaiserreich
- Einfluss der Festung auf die Entwicklung der Stadt
- das preußische Konzept zur Befestigung von Toruń
- die Festungsgarnison und ihre Auswirkungen auf das Stadtleben
- das Alltagsleben in der Festung
- prominente Kommandanten
- Ausrüstung der Festung
- Geschichte der militärischen Ballon- und Luftfahrt

Das Museum hat auch die Möglichkeit, Wechselausstellungen zu organisieren.